# Pavel Chekov
Pavel Andreievich Chekov, (Kyrilliska: Павел Андреевич Чехов), är en rysk officer från Stjärnflottan i Tv-serien Star Trek. Karaktären spelas av Walter Koenig.
I Star Trek -filmen, spelas Chekov av Anton Yelchin.

## Historia
Pavel Andreievich Chekov är en ung och naiv fänrik som först sågs på tv-skärmen i The Original Series andra säsong som rymdskeppet Enterprises navigatör. Filmen Khans vrede upprättade däremot att han hade tilldelats posten på skeppet någon gång kring tiden av första säsongens avsnitt "Space Seed". Det är även känt att han sattes i tjänst efter avsnittet "Mudd's Women", eftersom han inte ser ut att känna igen Mudd i avsnittet "I, Mudd".
Chekov är ersättare, när det är nödvändigt, åt Spock vid vetenskapsofficersposten. Hans befordran till löjtnant i Star Trek: The Motion Picture inkluderar även hans förflyttning till posten som skeppets taktiska officer och säkerhetschef. Kring händelserna i Star Trek II Khans vrede, har Chekov blivit befordrad till kommendörkapten och försteofficer ombord på rymdskeppet USS Reliant. I denna film, använder Khan Noonien Singh en varelse som förflyttar sig inne i Chekovs hjärnbark för att kontrollera honom och hans kapten. Chekov lyckas överkomma varelsens kontroll och återtar sin post som Enterprises taktiska officer i filmens slutliga strid mot Khan. 
Chekov är en medbrottsling i Kirks olagliga användning av Enterprise för att rädda Spock (Star Trek III: The Search for Spock), men frias från anklagelserna om dessa gärningar (Star Trek IV - Resan hem). Han tjänstgör sedan som navigatör och andreofficer ombord Enterprise-A under händelserna i Star Trek V - Den yttersta gränsen och Star Trek VI - The Undiscovered Country. Karaktärens sista framträdande är som gäst ombord på rymdskeppet Enterprise-B på dess jungfruresa (Star Trek Generations).

## Medverkan

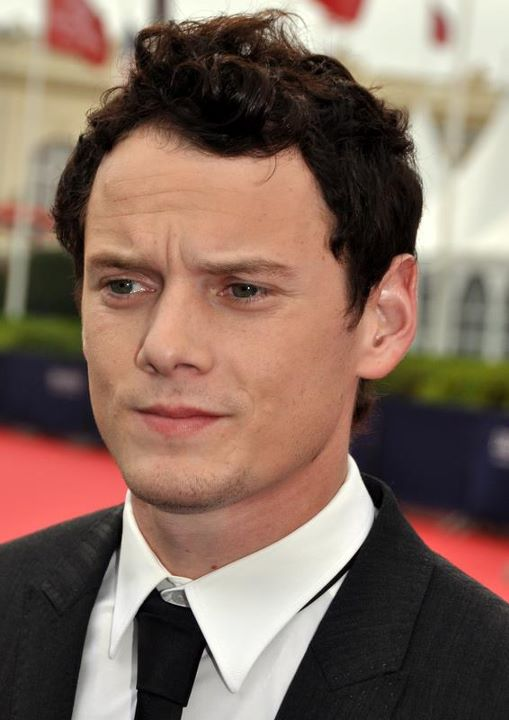
Anton Yelchin spelade Chekov i filmen Star Trek från 2009 och dess uppföljare Into Darkness från 2013.

Chekov medverkar i följande serier och filmer:
Star Trek
Star Trek filmer
- Star Trek: The Motion Picture
- Star Trek II: Khans vrede
- Star Trek III
- Star Trek IV: Resan hem
- Star Trek V: Den yttersta gränsen
- Star Trek VI: The Undiscovered Country
- Star Trek: Generations
- Star Trek
- Star Trek Into Darkness